# В'югін Костянтин Юрійович
Костянти́н Ю́рійович В'ю́гін — підполковник Збройних сил України.

## Нагороди
За особисту мужність і героїзм, виявлені у захисті державного суверенітету та територіальної цілісності України, вірність військовій присязі під час російсько-української війни нагороджений
- орденом Богдана Хмельницького III ступеня (27.6.2015).